# High Frequency Active Auroral Research Program

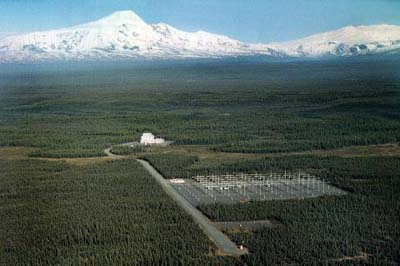
Vista aérea del HAARP.

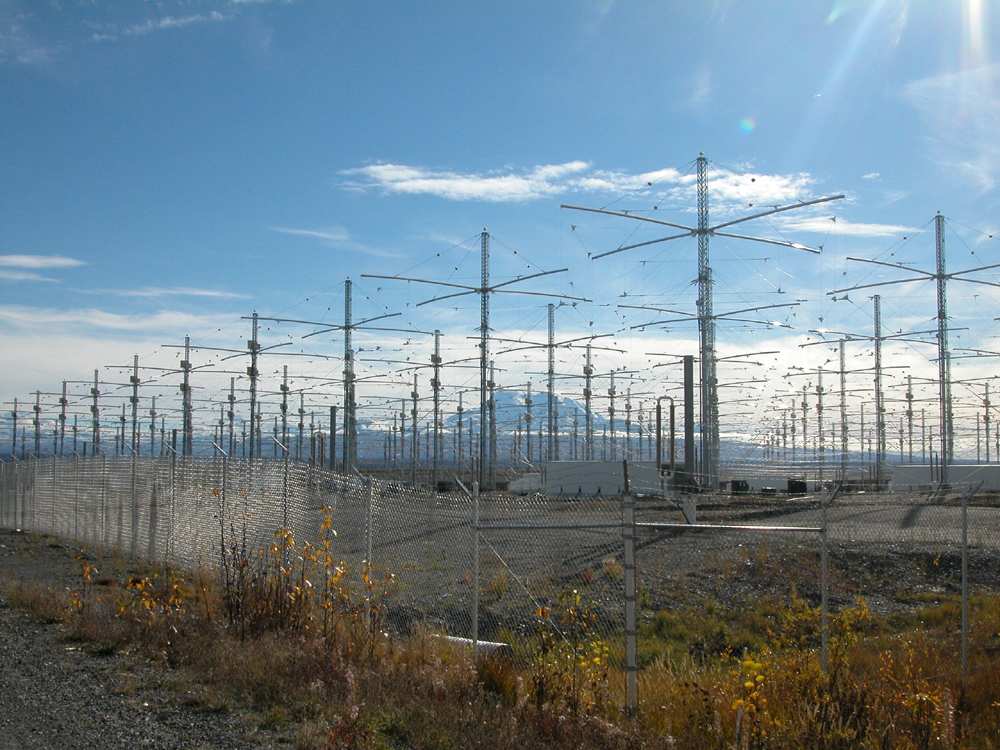
Antenas del HAARP.

High Frequency Active Auroral Research Program o HAARP  —en español: Programa de Investigación de Aurora Activa de Alta Frecuencia— es un programa financiado por la Fuerza Aérea y la Armada de los Estados Unidos, la Agencia de Proyectos de Investigación Avanzados de Defensa (DARPA) y la Universidad de Alaska. Su objetivo es estudiar las propiedades de la ionosfera a fin de desarrollar y mejorar la tecnología que utiliza sus propiedades para transmitir las radiocomunicaciones y su uso en los sistemas de vigilancia estratégica, como por ejemplo, los sistemas de detección de misiles.
Las actividades del programa se realizan en la Estación de Investigación de HAARP (en inglés, HAARP Research Station), una instalación situada cerca de Gakona, en Alaska. 
El dispositivo principal de la Estación HAARP es el Instrumento de Investigación Ionosférica IRI, acrónimo de su nombre en inglés Ionospheric Research Instrument, un potente radiotransmisor de alta frecuencia que se emplea para modificar las propiedades electromagnéticas en una zona limitada de la ionosfera. Los cambios que ocurren en la zona modificada son analizados mediante instrumentos diversos, como radares en las bandas de radiofrecuencia UHF y VHF, sondeo digital, y magnetómetros de saturación y de inducción.
La Estación HAARP empezó a funcionar en 1993. El IRI actual opera desde el año 2007 y su contratista principal fue BAE Advanced Technologies. Hasta 2008, HAARP había gastado aproximadamente 250 millones de dólares, financiados con impuestos para su construcción y costos operacionales.
Algunos teóricos de la conspiración han culpado al proyecto de una amplia gama de eventos, incluidos numerosos desastres naturales. Sin embargo, varios científicos y académicos han comentado que el HAARP es un blanco atractivo de dichos conspiracionistas debido a que, en palabras del investigador informático David Naiditch, «su finalidad parece enigmática para los que tienen poco conocimiento científico».

## Generalidades
Las instalaciones del proyecto HAARP constan de 180 antenas repartidas por un terreno de aproximadamente 14 hectáreas. 
El sistema transmisor de alta frecuencia es capaz de producir aproximadamente 3,6 MW de potencia en la banda de radiofrecuencia. Para lograr ese grado de linealidad, los transmisores operan a un 45 % del rendimiento total. Los generadores diésel deben suministrar energía al resto del equipamiento utilizado por las emisoras, incluyendo el sistema de refrigeración y las estaciones de bajo nivel de amplificación. Como resultado, aproximadamente 10 MW de energía principal se requieren cuando el sistema transmisor está funcionando a plena potencia.
La investigación desarrollada por parte del proyecto HAARP se divide principalmente en dos ramas:
1. El estudio de los procesos básicos naturales que se producen en la ionosfera bajo la influencia natural. Incluyendo el estudio de cómo la ionosfera natural afecta a las señales de radio, esto con el objetivo de desarrollar tecnología que permita mitigar estos efectos para mejorar la fiabilidad y/o el rendimiento de la comunicación y los sistemas de navegación.
2. Desarrollo de tecnología para utilizar los efectos producidos por las interacciones ionosféricas:)

## La importancia de la investigación ionosférica en la actualidad
Aunque nuestra sociedad ha aprendido a usar las propiedades de la ionosfera a su favor durante el siglo XX, todavía hay mucho que aprender acerca de su física, su composición química, y su respuesta dinámica a la influencia solar. Gran parte del estudio actual se basa en la observación del efecto de la ionosfera sobre sistemas de comunicación.
La ionosfera afecta a nuestra sociedad en muchos aspectos:
- Emisoras internacionales como la Voz de América (VOA) y la British Broadcasting Corporation (BBC) todavía utilizan la ionosfera para reflejar las señales de radio hacia la Tierra para que sus programas puedan ser escuchados en todo el mundo. La ionosfera provee capacidades de largo alcance para buques comerciales a costa de los enlaces de comunicaciones, aviones transoceánicos y para la comunicación militar y sistemas de vigilancia.
- Las señales transmitidas hacia y desde satélites para la comunicación y la navegación deben pasar a través de la ionosfera. Irregularidades ionosféricas pueden tener un impacto importante en el rendimiento de los sistemas y su fiabilidad.
- Recientemente, se ha hecho posible producir simulaciones por computadora de los procesos ionosféricos. El desarrollo de estas visualizaciones nos han permitido ver y apreciar la enorme variabilidad y la turbulencia que se produce en la ionosfera durante una tormenta geomagnética solar mayor y los efectos resultantes que pueden afectar a las comunicaciones de radio y sistemas de navegación.

## Sociedad
Este proyecto ha sido objeto de críticas que lo acusan de ocultar su verdadero propósito. A mediados de los años 1990 fue objeto de controversia debido a la hipótesis de que las antenas de la Estación podrían usarse como armamento. En agosto de 2002, la tecnología HAARP tuvo una mención como tema crítico en la Duma de Rusia. La Duma elaboró un comunicado de prensa sobre el programa HAARP, escrito por los comités de defensa y asuntos internacionales, firmado por 90 representantes y presentado al entonces presidente Vladímir Putin. El comunicado de prensa indicaba lo siguiente: 

«Los Estados Unidos están creando nuevas armas integrales de carácter geofísico que puede influir en la tropósfera con ondas de radio de baja frecuencia... La importancia de este salto cualitativo es comparable a la transición de las armas blancas a las armas de fuego, o de las armas convencionales a las armas nucleares. Este nuevo tipo de armas difiere de las de cualquier otro tipo conocido en que la tropósfera y sus componentes se convierten en objetos sobre los cuales se puede influir».

Sin embargo, el equivalente ruso Sura es una instalación similar pero unas 50 veces más potente que HAARP (180 MW frente a 3,6 MW). El Parlamento Europeo, por su parte, en una resolución del 28 de enero de 1999 sobre ambiente, seguridad y política exterior (A4-0005/1999), señalaba que debido a los potenciales efectos de las actividades realizadas por el proyecto HAARP, estas eran de trascendencia y envergadura mundial, por lo que solicita que sea objeto de una evaluación por parte de STOA en lo que se refería a sus repercusiones sobre el medio ambiente local y mundial y sobre la salud pública en general. En esa misma resolución del Parlamento Europeo, se pedía que se celebrara una convención internacional para la prohibición mundial de cualquier tipo de desarrollo y despliegue de armas que puedan permitir cualquier forma de manipulación de los seres humanos. La controversia continuó en 2010, cuando varios físicos rusos[¿quién?] acusaron a Estados Unidos de estar tras la intensa ola de calor rusa que originó numerosos incendios y duplicó la mortalidad. Afirmaban que el proyecto HAARP no es solo un medio de investigación, sino una potente arma que modifica el campo eléctrico y provoca cambios climáticos a nivel mundial.[cita requerida]
Sobre las controversias, la periodista estadounidense Sharon Weinberger llamó al HAARP «el Moby-Dick de las conspiraciones» debido a la gran desinformación sobre su potencial científico, refiriéndose sobre un estudio que al respecto se publicó en la revista Nature, el cual analizaba el potencial de HAARP como centro de investigación ionosférico. A su vez, el investigador informático David Naiditch denominó a este como «un imán de teorías conspiracionistas», descalificando y satirizando la posición de dichos conspiracionistas en algunas de sus declaraciones.

A HAARP se le ha culpado en ocasiones por accionar catástrofes de proporciones bíblicas tales como inundaciones masivas, sequías devastadoras, potentes huracanes, tornados y tormentas eléctricas, y devastadores terremotos en Afganistán y las Filipinas, dirigidos a la agitación de terroristas. A HAARP también se le ha acusado de haber causado los principales apagones en el oeste estadounidense, la caída del vuelo 800 de TWA, enfermedades misteriosas como el Síndrome del Golfo o el Síndrome de fatiga crónica. Algunos afirman que HAARP es un aparato de control mental que provoca la alienación de los jóvenes, como los que causaron la masacre del Instituto Columbine y en otros lugares (inclusive se venden dispositivos que bloquean las emisiones del HAARP que alteran la mente). Se ha descrito como un arma capaz de hacer un escudo antimisiles, o como un rayo de la muerte que podría convertir el planeta Tierra en un lugar inhabitable, se ha dicho que interfiere con las migraciones de las aves, que es un arma diabólica fabricada por las fuerzas del Anticristo, un disruptor de comunicaciones global, un aparato que causaría que la tierra girase fuera de control y que es un sistema vinculado a actividades de ovnis.
David Naiditch en eSKEPTIC

Los teóricos de la conspiración también han sugerido vínculos entre el HAARP y el trabajo de Nikola Tesla.